# حسین‌آباد سفلی (چالوس)
حسین آبادسفلی، روستایی است از توابع بخش مرکزی شهرستان چالوس در استان مازندران ایران.

## جمعیت
این روستا در دهستان کلارستاق شرقی قرار دارد و براساس سرشماری مرکز آمار ایران در سال ۱۳۸۵، جمعیت آن ۱۳۴۴ نفر (۳۴۳خانوار) بوده‌است. مردم حسین‌آباد سفلی از قومیت طبری هستند. مردم حسین‌آباد سفلی به زبان طبری با گویش چالوسی سخن می‌گویند.